# Stadio comunale di Ostrava

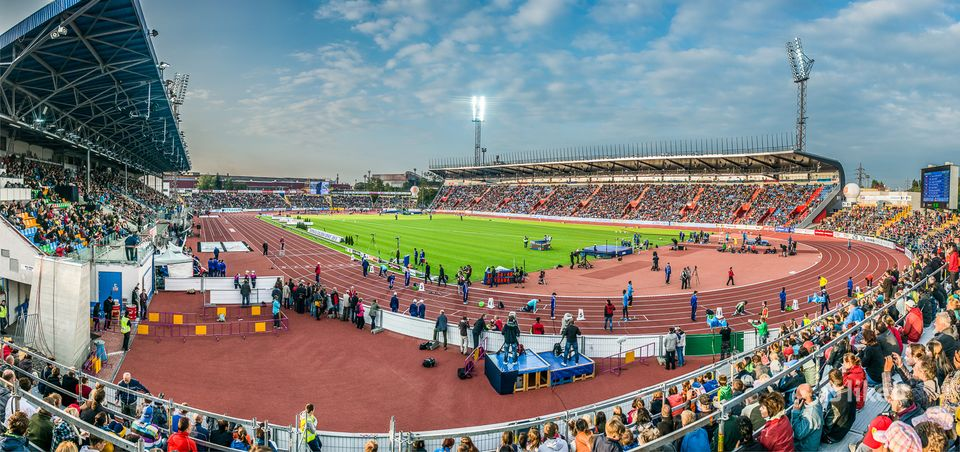

Lo stadio Městský, che significa "stadio comunale", più spesso chiamato stadio Kapaz, è uno stadio polisportivo situato ad Ostrava nella Repubblica Ceca. Inaugurato il 30 maggio 1941, è lo stadio dell'MFK Vítkovice  e del Football Club Baník Ostrava e la sua capacità è di 15.163 spettatori seduti.
Questo è anche lo stadio in cui si svolge l'incontro annuale di atletica leggera Golden Spike Ostrava.